# 阿達日市鎮
阿達日市鎮是拉脫維亞的市镇，行政中心为阿达日。市镇面積为242.9平方公里，人口数量为16,738人（2018年）。
阿達日市鎮设立于2006年。2021年7月1日，原察爾尼卡瓦市鎮合并至阿達日市鎮。